# Nesomys rufus
Nesomys rufus és una espècie de mamífer rosegador de la família dels nesòmids. És endèmic de Madagascar, on viu a altituds d'entre 750 i 2.300 msnm. Es tracta d'un animal diürn i terrestre. El seu hàbitat natural són els boscos montans humits, tot i que en surt per a buscar aliment. Està amenaçat per la transformació del seu medi per a usos agrícoles. El seu nom específic, rufus, significa ‘roig’ en llatí.